# アジリアーノ・ヴェーネト
アジリアーノ・ヴェーネト（伊: Asigliano Veneto）は、イタリア共和国ヴェネト州ヴィチェンツァ県にある、人口約800人の基礎自治体（コムーネ）。

## 地理

### 位置・広がり

#### 隣接コムーネ
隣接するコムーネは以下の通り。括弧内のVRはヴェローナ県所属を示す。
- コローニャ・ヴェーネタ (VR)
- オルジャーノ
- ポイアーナ・マッジョーレ

### 気候分類・地震分類
気候分類では、zona E, 2456 GGに分類される。
また、イタリアの地震リスク階級 (it) では、zona 3 (sismicità bassa) に分類される。